# Ștefanca (okręg Alba)
Ștefanca – wieś w Rumunii, w okręgu Alba, w gminie Bistra. W 2011 roku liczyła 28 mieszkańców.